# Шанчэн (Хэнань)
Шанчэ́н (кит. упр. 商城, пиньинь Shāngchéng, буквально: «город Шан») — уезд городского округа Синьян провинции Хэнань (КНР).

## История
При империи Хань эти земли входили в состав уезда Юйлоу (雩娄县). При империи Суй уезд был переименован в Иньчэн (殷城县).
После основания империи Сун из-за практики табу на имена в связи с тем, что иероглиф «инь» входил в личное имя Чжао Хунъиня (отца основателя династии Чжао Куанъи), а древняя династия Инь ещё называлась династией Шан, в 960 году уезд был переименован из Иньчэн в Шанчэн. В 997 году уезд Шанчэн был присоединён к уезду Гуши.
При империи Мин в 1475 году уезд Шанчэн был вновь выделен из уезда Гуши.
В 1929 году в результате народного восстания в уезде Шанчэн была установлена советская власть. За уезд началась борьба между войсками коммунистов и гоминьдановцев. В 1932 году, в третий раз взяв уездный центр Шанчэна, коммунисты переименовали его в Чичэн (赤城县, «алый город»), а гоминьдановцы включили оставшуюся за ними часть уезда в состав нового уезда Лихуан. В 1933 году сюда опять вернулись гоминьдановские власти, и уезду было возвращено прежнее название.
В 1949 году был образован Специальный район Хуанчуань (潢川专区), и уезд вошёл в его состав. В 1952 году Специальный район Хуанчуань был присоединён к Специальному району Синьян (信阳专区). В 1970 году Специальный район Синьян был переименован в Округ Синьян (信阳地区).
В 1998 году постановлением Госсовета КНР были расформированы округ Синьян, уезд Синьян и город Синьян, и был образован городской округ Синьян.

## Административное деление
Уезд делится на 2 уличных комитета, 7 посёлков и 10 волостей.

## Экономика
Шанчэн — крупный центр выращивания и переработки люффы (из неё производят мочалки, стельки для обуви, игрушки для животных).